# Gottfried Reichard

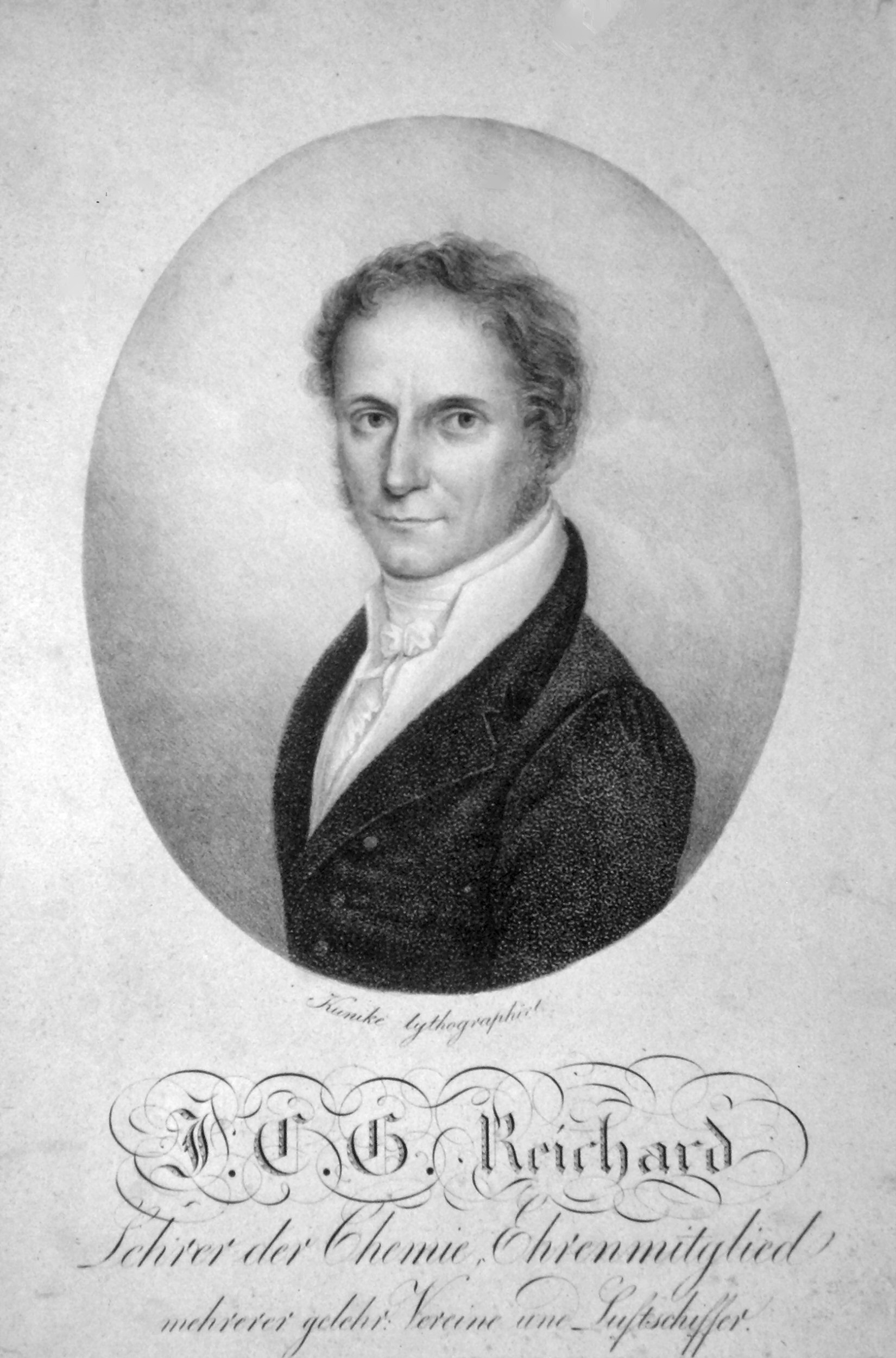
Johann Carl Gottfried Reichard (ca. 1820)

Johann Carl Gottfried Reichard (* 26. März 1786 in Braunschweig; † 27. März 1844 in Döhlen, Amt Dresden) war ein deutscher Chemiker, Unternehmer und Ballonfahrer. Mit seinem Erstaufstieg am 27. Mai 1810 in Berlin wurde er zum zweiten deutschen Ballonfahrer nach Friedrich Wilhelm Jungius und unternahm als solcher in den folgenden Jahren insgesamt 16 dokumentierte Luftreisen. Er gründete Anfang der 1820er Jahre im heutigen Freitaler Stadtteil Döhlen eine bis 1894 bestehende Chemische Fabrik und war an der Erschließung der örtlichen Steinkohlevorkommen im Döhlener Becken beteiligt. Seine Ehefrau Wilhelmine Reichard (1788–1848) erlangte als erste deutsche Ballonfahrerin Bedeutung.

## Leben

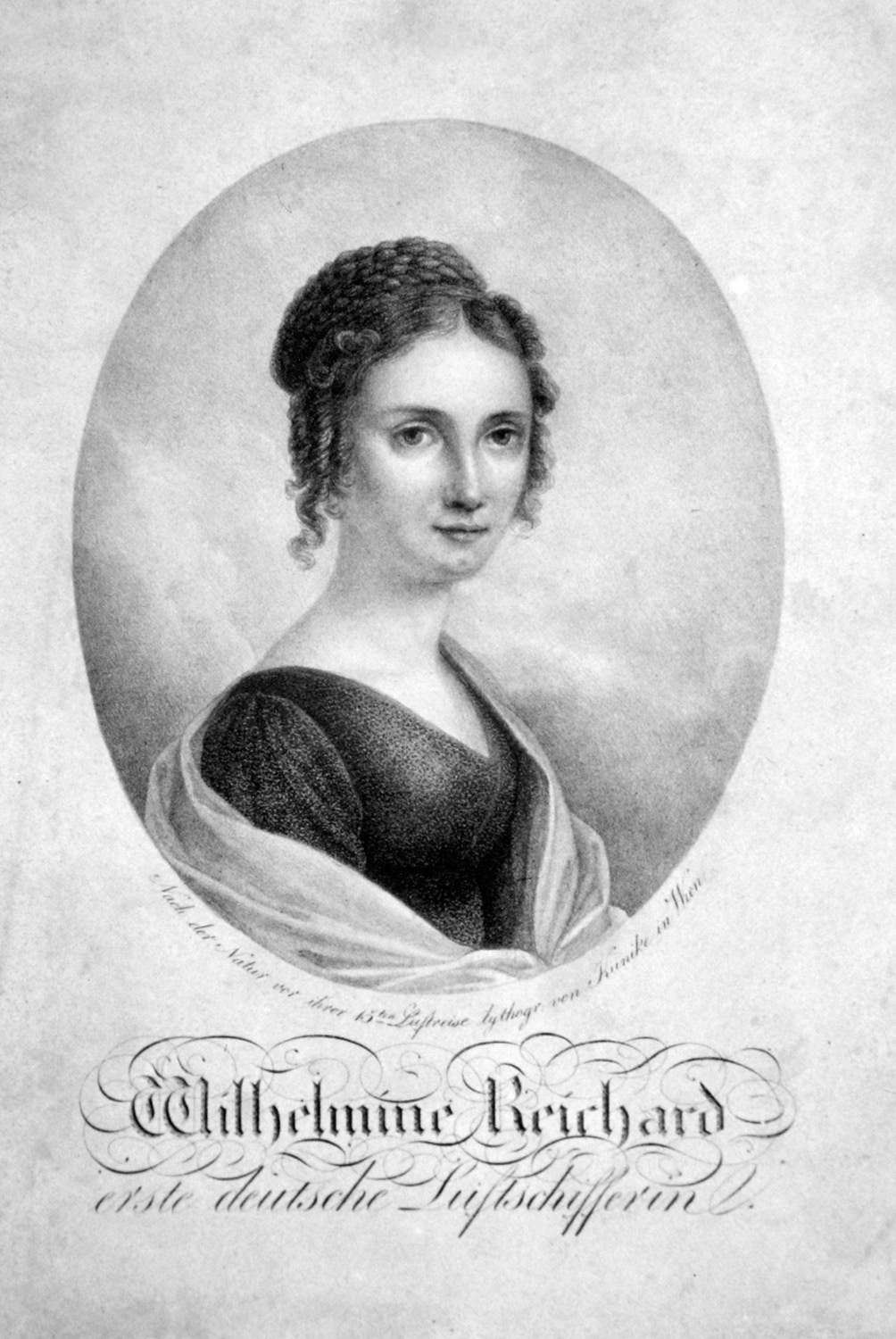
Minna Reichard (um 1820)

Gottfried Reichard war ein Sohn des Direktors der Porzellanmanufaktur Fürstenberg, Kommissionsrat Philipp Urban Reichard († 1789). Seine Mutter war Eusebia Friederike Auguste Reichard geb. Gohl (1750–1824). Sein Vater starb bereits, als Gottfried Reichard erst drei Jahre alt war. Er besuchte abwechselnd die Braunschweiger Katharinenschule und das Joachimsthal’sche Gymnasium in Berlin, wo er Verwandte hatte. Er erlernte danach zunächst in der Buchdruckerei seines ältesten Bruders zunächst den Beruf des Buchdruckers und konnte erst später – trotz geringer finanzieller Mittel – in Berlin Chemie studieren.

### Reichard als Luftfahrtpionier
In Berlin wurde er am 23. Mai 1804 am Tiergarten Zeuge des missglückten Ballonaufstiegs von Professor Bourget, der an schlechtem Material scheiterte. Auch der Lehrer Friedrich Wilhelm Jungius (1771–1819) wohnte diesem Ereignis bei und unternahm am 16. September 1805 einen eigenen Versuch, wodurch er zum ersten deutschen Ballonfahrer wurde. Auch dabei wurde Reichard Augenzeuge. Stark von diesen beiden Ereignissen beeindruckt und durch die Erfolge der beiden französischen Ballonfahrer Jean-Pierre und Sophie Blanchard inspiriert, begann Gottfried Reichard noch im selben Jahr mit den Planungen und praktischen Vorarbeiten für ein eigenes Projekt, was zunächst allerdings noch aus finanziellen Gründen und durch die Napoleonischen Kriege scheiterte.
Zwischenzeitlich nach Braunschweig zurückgekehrt, lernte er Wilhelmine genannt Minna Schmidt kennen, die seine Begeisterung für die Ballonfahrt teilte. Sie heirateten am 6. August 1806 in Braunschweig, wo dem Paar eine Tochter geboren wurde, und siedelten schließlich nach Berlin über. Hier arbeitete Gottfried Reichard unter anderem als Privatlehrer und hielt naturwissenschaftliche Experimentalvorträge. Die junge Familie wohnte zunächst an der Heiligegeiststraße, dann an der Rosenthaler Straße. In Berlin machte Reichard persönliche Bekanntschaft mit Friedrich Wilhelm Jungius, und beide verband bald eine enge Freundschaft. Dank der Unterstützung und Erfahrung von Jungius entstand Reichards erster eigener Gasballon, mit dem er am 27. Mai 1810 in Berlin aufstieg und dadurch als zweiter deutscher Ballonfahrer in die Geschichte einging. Minna Reichard, die sich ein Jahr später am 16. April 1811 allein mit einem Ballon in die Luft wagte, wurde zur ersten deutschen Ballonfahrerin.
Im Jahr 1811 siedelte die Familie in die sächsische Residenzstadt Dresden über, wo sie mit Ballonfahrten und Experimentalvorträgen begeistern konnte und mit einflussreichen Persönlichkeiten Bekanntschaft machte. Reichard erhielt eine Anstellung in der Vitriolfabrik Potschappel, die aber einige Zeit später durch kriegerische Auseinandersetzungen zerstört wurde.
1814 war die Familie bereits fünfköpfig, Söhne haben nach dem Tod beider Eltern die Chemiefabrik erfolgreich weitergeführt.
Um die finanziellen Mittel für eine eigene chemische Fabrik aufzubringen, unternahm das Ehepaar Reichard weitere Luftfahrten, zwischen den Jahren 1816 und 1820 sollen es etwa 22 gewesen sein. Und um das zahlende und bis zu 50.000 Zuschauer zählende Publikum nicht zu enttäuschen, nahmen die beiden auch Witterungsbedingungen hin, die sie immer wieder in lebensgefährliche Situationen brachten. So überlebte Wilhelmine Reichard am 30. September 1811 den Absturz ihres Ballons während ihrer dritten Ballonfahrt nur mit viel Glück. Gottfried Reichard veröffentlichte noch im selben Jahr mit dem Werk Beschreibung der von Wilhelmine Reichard, geb. Schmidt, unternommenen dritten Luftreise einen Reisebericht über dieses Ereignis, das in Dresden startete und bei Saupsdorf in der Sächsischen Schweiz ein jähes, aber letztlich glückliches Ende fand.
Nach 17 Luftreisen beendete sie ihre Karriere 1820. Ihre letzte Luftfahrt fand anlässlich des 10. Oktoberfestes in München statt. 15 Jahre später unternahm auch Gottfried Reichard im Jahr 1835 in Anwesenheit des bayrischen Königs Ludwig I. auf dem Oktoberfest seine letzte Luftfahrt. Insgesamt sollen es wohl 16 Luftreisen gewesen sein, wobei er die siebente am 9. Oktober 1816 in Begleitung von Hermann von Pückler-Muskau von Berlin aus unternahm. Auch seine achte Luftreise startete am 11. Mai 1817 wiederum von Berlin aus, diesmal in Begleitung seines Freundes Friedrich Wilhelm Jungius, der rund zwei Jahre später an einem Lungenleiden starb.

### Reichard als Unternehmer

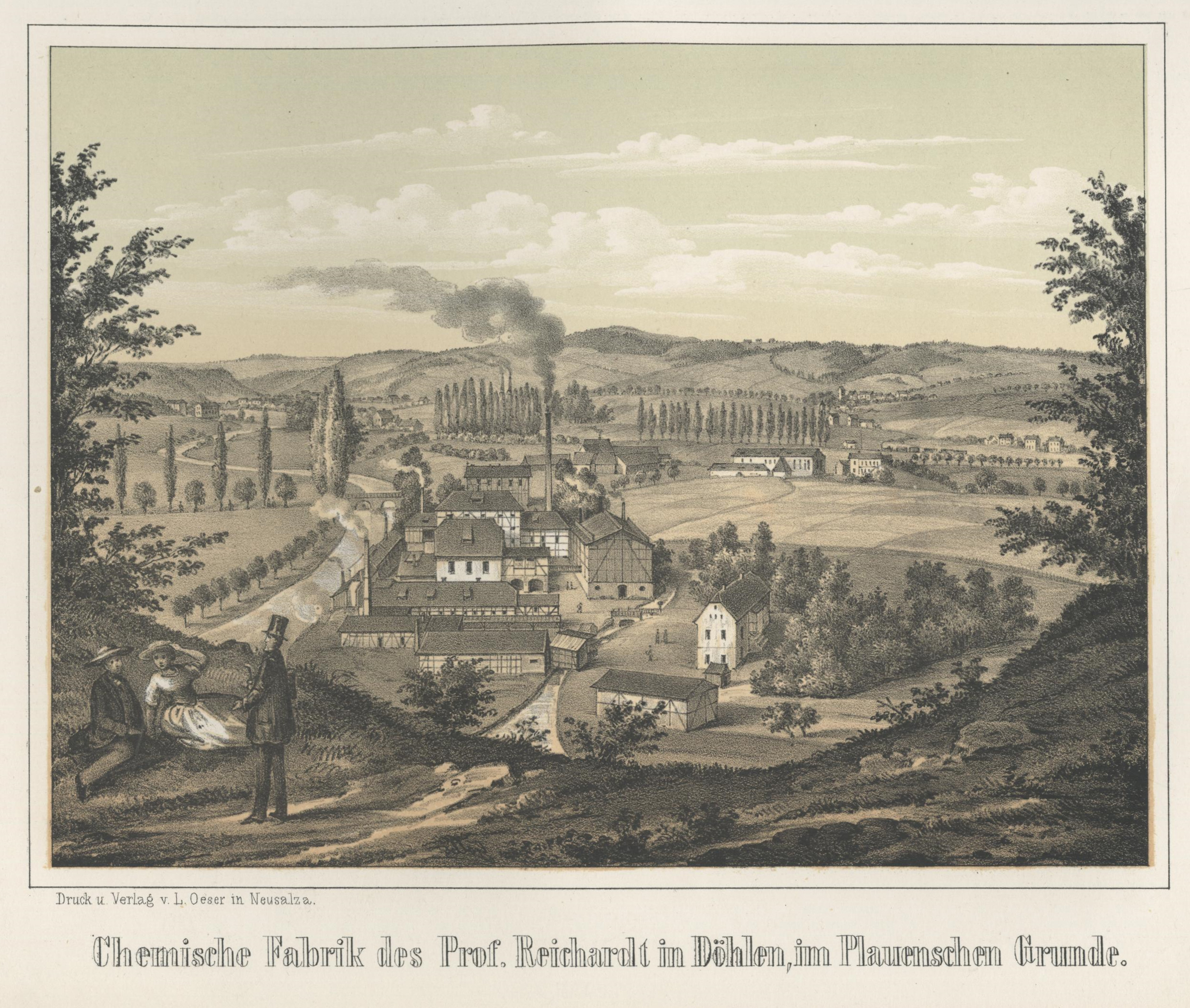
Chemische Fabrik von Gottfried Reichard

Nicht zuletzt mit den erfolgreichen und zum Teil recht gut bezahlten Ballonfahrten hatten die Reichards die finanziellen Mittel für eine eigene chemische Fabrik erwirtschaften können. Man erwarb schließlich nahe den alten Fabrikanlagen der Vitriolfabrik Potschappel im Plauenschen Grund ein eigenes Grundstück in Döhlen. Im Jahr 1814 bezog die Familie hier zunächst ein recht abgewohntes Haus, und die Reichards erhielten im nächsten Jahr die landesherrliche Konzession für eine „Fabrik technisch- und pharmazeutisch-chemischer Produkte“. Der Fabrikbau begann sechs Jahre später mit finanzieller Unterstützung durch die sächsische Landesregierung. Im Jahr 1822 begann die Produktion konzentrierter Schwefelsäure. Die Produktpalette umfasste des Weiteren rauchende Schwefelsäure, Vitriolöl, Salpetersäure, Salzsäure, Soda und andere chemische Bedarfsstoffe für Färbereien und Druckereien.
Reichard beteiligte sich als Unternehmer am Aufbau des örtlichen Steinkohlebergbaus, auch um die Kohle für seine eigene Fabrik zu nutzen. Beteiligt war er hier unter anderem an der im Jahr 1828 eröffneten Steinkohlengrube Meiselschacht im Nachbarort Gittersee. Außerdem war er Besitzer von Grubenfeldern in der Gemarkung Pesterwitz. Ansonsten war er gesellschaftlich sehr engagiert und Mitglied zahlreicher Vereine wie des Dresdner Gewerbevereins, des Sächsischen Industrievereins, der Ökonomischen Gesellschaft im Königreich Sachsen und des Dresdner Bauvereins. Noch kurz vor seinem Tod war er Mitbegründer des Vereins zur Verbreitung gemeinnütziger Kenntnisse im Plauenschen Grunde, dessen Vorsitzender er wurde.
Nach seinem Tod im Jahr 1844 führte seine Witwe das Unternehmen noch vier Jahre weiter, bis auch sie starb. Beide hatten über 20 Jahre inmitten der Fabrikanlagen gelebt. Wilhelmine Reichard hatte ihrem Mann acht Kinder geboren, und so konnten die Reichard’schen Nachfahren das Unternehmen, das inzwischen in eine Aktiengesellschaft umgewandelt worden war, noch über vier Jahrzehnte weiterführen. Zuletzt leitete Gottfried Reichards Enkel Otto Reichard ab 1874 das Werk. Er kam 1891 durch einen Sturz in einen mit Schwefelsäure gefüllten Bleikessel ums Leben. 1894 stellte das Unternehmen gegen Zahlung einer Entschädigung durch umliegende Gemeinden und Grundbesitzer den Betrieb aus Umweltschutzgründen ein.

## Luftfahrten Reichards (Auswahl)

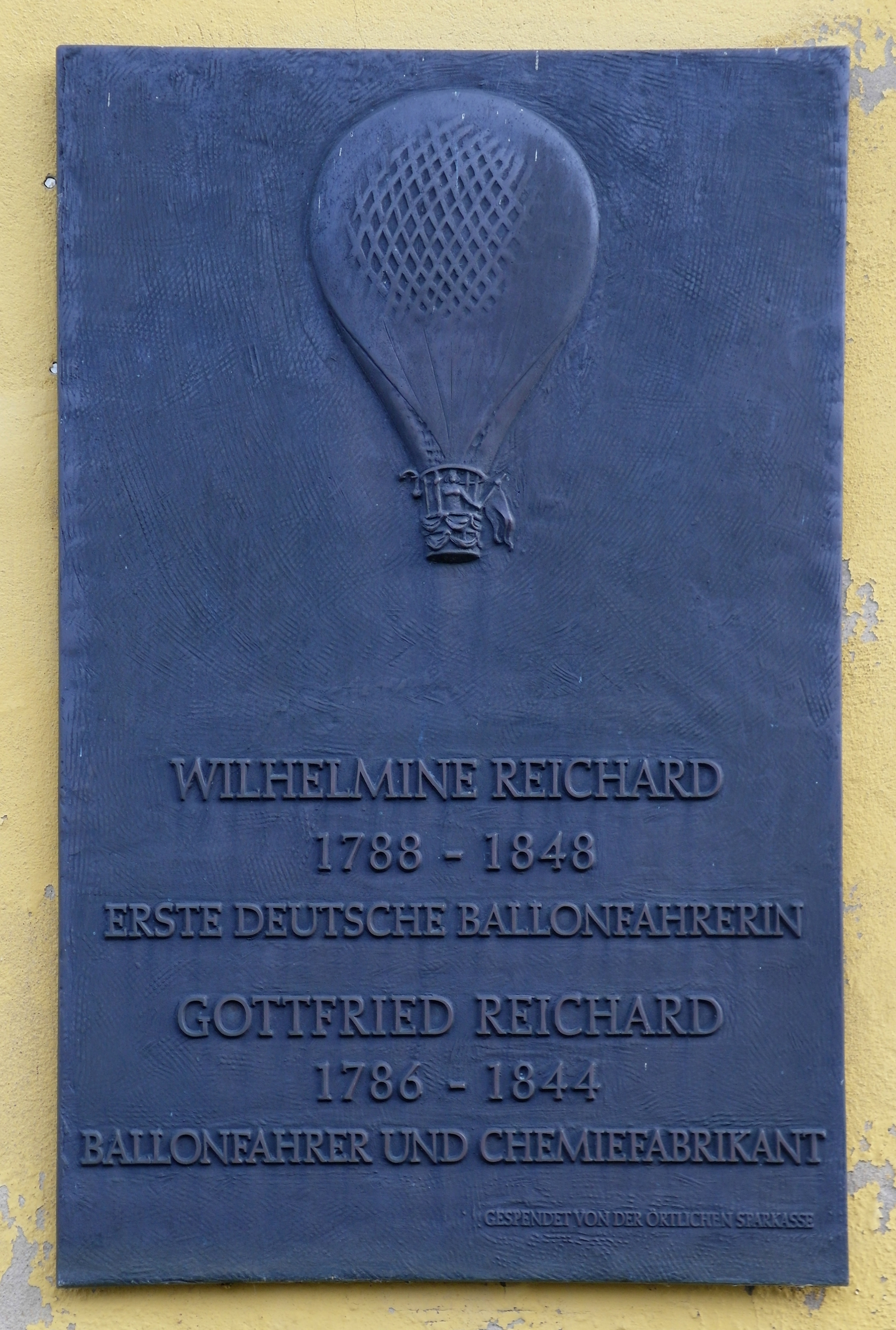
Gedenktafel am Reichardhaus in Döhlen

Gottfried Reichard unternahm insgesamt wahrscheinlich 16 Ballonfahrten. Diese Zahl bleibt aber wegen fehlender Dokumentationen vage. Der Autor Julius Petzholdt versuchte schon kurze Zeit nach Gottfried Reichards Tod im Jahr 1846 in Band 22 des biografischen Nachschlagewerks Neuer Nekrolog der Deutschen eine entsprechende Auflistung zu machen:
| Aufzählung | Datum              | Ort          | Anmerkungen |
| ---------- | ------------------ | ------------ | --- |
| 1.         | 27. Mai 1810       | Berlin       | erster Gasballon Reichards |
| 2.         | 9. September 1810  | Breslau      | |
| 3.         | Oktober 1810       | Breslau      | |
| 4.         | August 1811        | Braunschweig | (am 16. April 1811 stieg seine Frau Wilhelmine Reichard erstmals alleine auf)                                                          |
| 5.         | 12. Juli 1816      | Berlin       | (nach fast 5 Jahren Pause, daher vermutlich 2. Ballon)                                                                                 |
| 6.         | 16. September 1816 | Hamburg      | |
| 7.         | 9. Oktober 1816    | Berlin       | in Begleitung von Graf Hermann von Pückler-Muskau                                                                                      |
| 8.         | 11. Mai 1817       | Berlin       | in Begleitung von Friedrich Wilhelm Jungius                                                                                            |
| 9.         | 25. Juli 1817      | Posen        | |
| 10.        | 27. Juli 1817      | Posen        | |
| 11.        | 17. August 1817    | Warschau     | |
| 12.        | September 1817     | Warschau     | |
| 13.        | 31. Mai 1818       | Dresden      | |
| 14.        | Herbst 1834        | Dresden      | (nach 16 Jahren Pause) 3. Ballon, größer, mit Gondel für bis zu 3 Personen, dieser und folgende Aufstiege nur mehr aus Prestigegründen |
| 15.        | Oktober 1834       | Leipzig      | |
| 16.        | 9. Oktober 1835    | München      | Oktoberfest |

Wilhelmine Reichard kam auf 17 Ballonfahrten.

## Das Reichardhaus in Döhlen

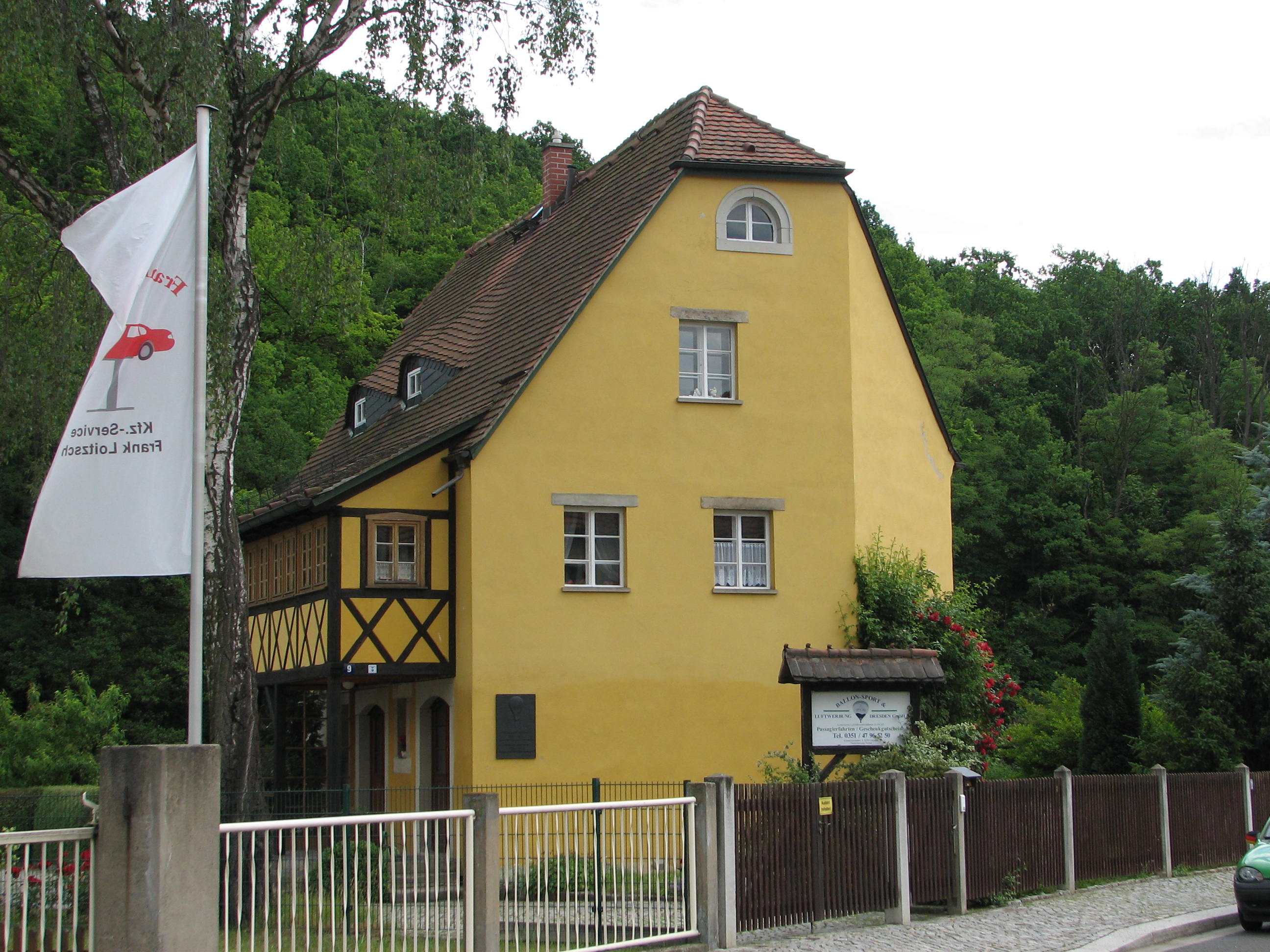
Wohnhaus der Familie Reichard in Döhlen

Das Wohnhaus der Familie an der später nach ihr benannten Freitaler Reichardstraße (Hausnummer 9) befindet sich heute in Privatbesitz und steht unter Denkmalschutz. Der passionierte Ballonfahrer Matthias Schütze erwarb es Ende der 1990er Jahre, als es bereits Pläne zum Abriss dieses geschichtsträchtigen, aber stark beschädigten und sanierungsbedürftigen Gebäudes gab. Während der durch die Stadt Freital finanziell unterstützten Sanierungsarbeiten wurde auch das historische Fachwerk des Hauses freigelegt. Derzeit gibt es Bestrebungen, das Reichardhaus auch museal zu nutzen.
Am Reichardhaus ist heute eine von der örtlichen Sparkasse gestiftete Gedenktafel angebracht.

## Schriften (Auswahl)
- Beschreibung der von Wilhelmine Reichard, geb. Schmidt, unternommenen dritten Luftreise. Gärtner, Dresden 1811. / Archiv-Verlag, Braunschweig 1998.